# El Soberao
El Soberao es una publicación cultural que nace en 1983 en la localidad de Los Palacios y Villafranca (Sevilla).
De edición semestral, abarca distintos géneros como el microrrelato, la poesía, la entrevista y la crítica musical o artística. A lo largo de su historia ha vivido dos épocas y ciertos cambios tanto en su estructura como en su temática.  

## Primera época
La revista surge en el seno del Ateneo de Los Palacios y debe su nombre al soberao de la casa de Paco Cabrera, uno de los miembros del Ateneo, en cuyo lugar se hacían las primeras reuniones para sacar adelante el proyecto.
En un principio la revista abarcaba temáticas diversas, pero poco a poco se fue convirtiendo en una publicación íntegramente cultural. Desde su creación hasta su último número, publicado en 1998, fue uno de los principales escaparates culturales de la localidad, y contó, entre muchas otras, con participaciones tan ilustres como Rafael Alberti, Antonio Gala o Antonio Mingote. 

## Segunda época
En enero de 2013, tras quince años en el olvido, la revista vuelve a ver la luz gracias a un renovado equipo. Lo hace en esta ocasión bajo la cabecera de El Soberao, Revista cultural de Los Palacios y Villafranca y se presenta en su epígrafe como Segunda época.
Editada con la finalidad de estimular y dinamizar el panorama cultural de la zona, se financia exclusivamente con fondos particulares, y tiene una edición semestral —enero y junio—.
En su segunda época, El Soberao, además de colaboradores con diferentes inquietudes culturales, ha tenido a autores de talla internacional como José Manuel Caballero Bonald, Felipe Benítez Reyes o Fernando Iwasaki y ha publicado materiales inéditos hasta la fecha del Premio Nobel de Literatura Juan Ramón Jiménez.